# Sokushinbutsu
Sokushinbutsu (即身仏) són un tipus de mòmia budista. Al Japó, el nom es refereix a la pràctica dels monjos budistes practicant l'ascetisme fins al punt de morir i momificar-se en vida. Tot i que monjos momificats es troben en altres països budistes, especialment a l'Àsia meridional, només al Japó es creu que van induir la seva pròpia mort per inanició.

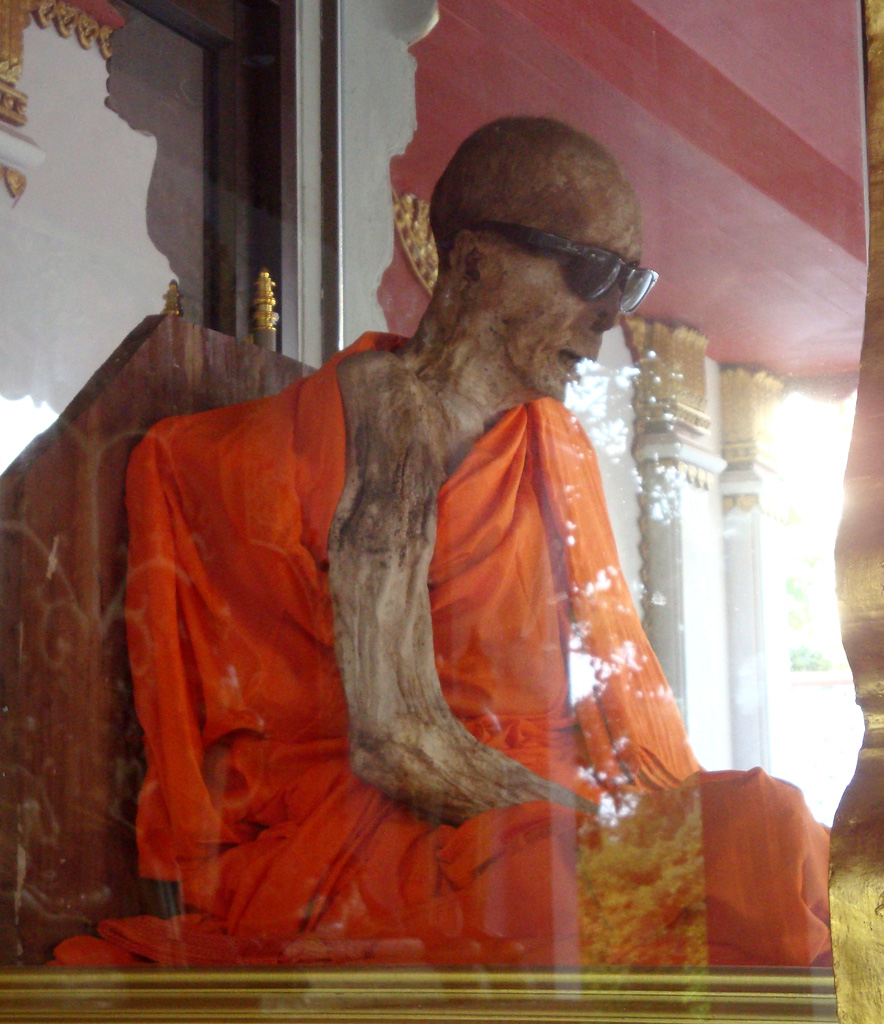
El cos del monjo budista tailandès Luang Pho Daeng a Wat Khunaram, Ko Samui, Tailàndia

Es creu que el fundador de l'escola Shingon, Kūkai, va portar aquesta pràctica des de la Xina de la dinastia Tang, com a part de pràctiques tàntriques secretes que va aprendre.
Durant el segle xx, acadèmics japonesos van trobar molt poques proves de casos de sokushinbutsu. Més aviat, van concloure que la momificació es produïa després de la mort del monjo que practicava aquest tipus d'ascetisme.

## Origen

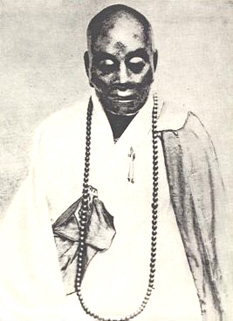
Sokushinbutsu (mòmia) de Huineng, a Shaoguan, Guangdong, Xina

Hi ha un cas d'un cas d'un cadàver de fa 550 anys que es va "auto-momificar". Es tracta del monjo budista Sangha Tenzin, en una regió del nord de l'Himalàia, visible en un temple al poble de Gue, Spiti, Himachal Pradesh. La mòmia va ser descoberta l'any 1975, quan el stupa que la preservava es va ensorrar. S'estima que data aproximadament del segle XIV. És molt probable que el monjo fos un practicant de dzogpa-chenpo. Mòmies similars s'han trobat en el Tibet i a l'Àsia oriental. La preservació de la mòmia durant almenys cinc segles va ser possible gràcies a l'aridesa de la zona i al clima fred
D'acord a Paul Williams, les pràctiques ascètiques del sokushinbutsu del Shugendō van ser inspirades per Kūkai, el fundador del budisme Shingon, qui va acabar amb la seva vida deixant d'ingerir aliments i aigua, mentre continuava meditant i recitant mantras budistes. Les pràctiques ascètiques d'"auto-momificació" també estan documentades a la Xina, però associades a la tradició Ch'an (budisme zen). També es coneixen altres pràctiques alternatives similars al sokushinbutsu, com la pràctica pública d'autoimmolació a la Xina. Això es considerava com a evidència de la renúncia d'un bodhisattva.

## Japó
Una religió que habitava les muntanyes anomenada Shugendo va emergir al Japó com a sincretisme entre el Budisme Vajrayana, el Xintoisme i el Taoisme durant el segle VII, la qual insistia en les pràctiques ascètiques. Una d'aquestes pràctiques era el sokushinbutsu (o sokushin jobutsu), que implicava austeritat a les muntanyes per aconseguir la naturalesa budista en el propi cos. Aquesta pràctiva va ser perfeccionada al llarg del temps, particularment a la regió de les Tres Muntanyes de Dewa al Japó, que són les muntanyes Haguro, Gassan i Yudono. Aquestes muntanyes continuen sent sagrades en la tradició de Shugendo fins al dia d'avui, i les austeritats ascètiques continuen realitzant-se a les valls i a la serralada d'aquesta zona.
Al Japó medieval, aquesta tradició va desenvolupar un procés per al sokushinbutsu que un monjo trigava 3000 dies a completar. Implicava una dieta estricta anomenada mokujiki (lit. 'Menjar un arbre'). El monjo s'abstenia de tots els cereals i s'alimentava exclusivament d'agulles de pi, resines, i llavors que trobava a les muntanyes. Aquesta dieta eliminava tot el greix del cos. Gradualment anaven reduint la ingesta i augmentant la meditació, fet que acabava causant la mort per inanició. Un cop gairebé arribat aquest punt, els monjos deixaven d'ingerir líquids, deshidratant així el cos i reduint tots els òrgans. Els monjos morien en un estat de jhana (meditació) mentre recitaven el nenbutsu (un mantra sobre Buddha), i el seu cos es preservaria de manera natural com una mòmia, amb la pell i les dents intactes sense descomposició i sense necessitat de cap conservant artificial. Moltes mòmies budistes de sokuhsinbutsu s'ha trobat al nord del Japó, i s'estima que tenen segles d'antiguitat, mentre que els textos suggereixen que centenars d'aquests casos estan enterrats en stupas i en les muntanyes del Japó.Aquestes mòmies han estat reverenciades i venerades pels laics budistes.
Un dels altars del temple Honmyō-ji de la prefectura de Yamagata continua conservant una de les mòmies més antigues: la de l'ascètic sokushinbutsu anomenat Honmyōkai. Aquest procés d'automomificació es va practicar principalment a Yamagata, al nord del Japó, entre els segles XI i XIX, per membres de l'escola budista japonesa Vajrayana anomenada Shingon ("Paraula veritable"). Els practicants del sokushinbutsu no van veure aquesta pràctica com un acte de suïcidi, sinó més aviat com una forma d' il·luminació addicional.
L'emperador Meiji va prohibir aquesta pràctica el 1879. El suïcidi assistit, inclòs el suïcidi religiós, és ara il·legal.